# Sergio González Guerrero
Sergio González Guerrero (Ayacucho, 30 de agosto de 1976) es un abogado y funcionario peruano. Es el actual Ministro de la Producción del Perú desde el 1 de abril de 2024, en el gobierno de Dina Boluarte.

## Trayectoria
Se ha desempeñado en el sector público, ocupando cargos directivos en los ministerios de la Producción, Ambiente, Transportes y Comunicaciones Poder Judicial entre otros.
Se desempeñó como Jefe Institucional del Fondo Nacional de Desarrollo Pesquero (FONDEPES); Fue gerente general de la Superintendencia Nacional de Fiscalización Laboral (SUNAFIL) director general de Sanciones del Ministerio de la Producción; Jefe de la Oficina de Coordinación de Proyectos del Poder Judicial; director de la Oficina General de Administración del Ministerio del Ambiente (2023); así como asesor I de la presidencia ejecutiva de Sierra y Selva Exportadora.

### Ministro de Estado
El 1 de abril de 2024 asumió como ministro de la Producción del gobierno de Dina Boluarte, formando parte del gabinete ministerial presidido por Gustavo Adrianzén.